# مسعى التنين 3
مسعى التنين 3: وبالتالي إلى الأسطورة... (ドラゴンクエストIII そして伝説へ… دوراغون كويستو سوري - سوشيتي دينستسو إي...) أو كما تعرف في الولايات المتحدة محارب التنين 3 (بالإنجليزية: Dragon Warrior III)‏، هي لعبة فيديو من نوع تقمص الأدوار طورتها شونسوفت ونشرتها إنكس. هي الإصدار الثالث في سلسلة مسعى التنين وقد أُصدرت لمنصة نينتندو إنترتينمنت سيستم. أُعيد إنتاج اللعبة لمنصة سوبر نينتندو إنترتينمنت سيستم في 1996 ولمنصة غيم بوي كولر في 2001 وحُملت للهواتف المحمولة ولمنصة وي في 2009 و2011. صدرت نسخة للعبة لمنصتي أندرويد و‌آي أو إس في اليابان في 25 سبتمبر 2014، وفي جميع أنحاء العالم باسم مسعى التنين 3: بذور الخلاص (بالإنجليزية: Dragon Quest III: The Seeds of Salvation)‏.
أجزاء السلسلة الثلاثة الأولى جزء من نفس القصة، ومسعى التنين 3 هي الأولى حسب التسلسل الزمني، واللعبة تركز على البطل لوتو. القصة تتبع «البطل» المكلف بإنقاذ العالم من الشيطان الرئيسي باراموس. يجمع مجموعة من الرفاق في فريق، ويجب عليه أن يجوب العالم، متوقفًا في عدة مدن وأماكن، يشق طريقه إلى عرين سيد الشياطين باراموس.

## وصلات خارجية
- الموقع الرسمي